# Țar Asen, Silistra
Țar Asen (în bulgară Цар Асен) este un sat în comuna Alfatar, regiunea Silistra, Dobrogea de Sud, Bulgaria. 
Între anii 1913-1940 a făcut parte din plasa Curtbunar a județului Durostor, România.

## Demografie
Componența etnică a satului Țar Asen
     Bulgari (86,31%)
     Turci (10,52%)
     Nicio identificare (3,15%)
     Altele (0%)
La recensământul din 2011, populația satului Țar Asen era de 95 locuitori. Din punct de vedere etnic, majoritatea locuitorilor (86,31%) erau bulgari, cu o minoritate de turci (10,52%). Pentru 3,15% din locuitori nu este cunoscută apartenența etnică.